# Paralisi
Per paralisi (dal greco paràlysis) si intende la perdita totale o parziale non reversibile della funzione motoria di un organo, causata da lesione del nervo motore o da patologia di natura tossica, infiammatoria, o meccanico-traumatica del sistema nervoso o delle fibre muscolari.
Dal punto di vista sintomatologico si distinguono due tipi di paralisi: la paralisi flaccida, nella quale la muscolatura si presenta ipotonica, come nel caso di botulismo e la paralisi spastica, tipica del tetano nella quale, al contrario, i muscoli si presentano ipertonici. 
La paralisi può decorrere o meno con la perdita della sensibilità, dipendendo questo fatto dalla contemporanea lesione della componente sensitiva nervosa.

## Tipologia
In neonatologia ritroviamo:
- Paralisi neonatale del plesso brachiale
- Paralisi cerebrale infantile